# Podlesie (Więcmierzyce)
Podlesie – przysiółek wsi Więcmierzyce w Polsce położony w województwie opolskim, w powiecie brzeskim, w gminie Grodków.
Miejscowość wchodzi w skład sołectwa Więcmierzyce.
W latach 1975–1998 miejscowość administracyjnie należała do starego woj. opolskiego.
Miejscowość była folwarkiem, od końcówki XX w. w miejscowości nie ma zabudowy.